# 沃特曼氏白鮭
沃特曼氏白鮭（學名：Coregonus wartmanni）為輻鰭魚綱鮭形目鮭科的一種，為溫帶淡水魚，分布於歐洲瑞士、德國及奧地利的康斯坦茨湖流域，體長可達50公分，棲息在底中層水域，生活習性不明，可做為食用魚。